# Tay Keith
Tay Keith (* 20. September 1996; bürgerlich Brytavious Lakeith Chambers) ist ein US-amerikanischer Musikproduzent und Songwriter. Bekannt wurde er als Produzent von Travis Scotts Sicko Mode, BlocBoy JBs Look Alive und Drakes Nonstop. Er ist bei Warner Chappell Music unter Vertrag und BMI-Mitglied. Er wurde für seine Arbeit an Sicko Mode bei den 61. jährlichen Grammy Awards als bester Rap-Song nominiert.

## Frühe Lebensjahre
Keith ist im Süden von Memphis, Tennessee, aufgewachsen. Keith ist das jüngste Familienmitglied unter seinen zwei Brüdern und zwei Schwestern. Als er ungefähr vierzehn war, begann er Musik zu machen und sie auf YouTube und DatPiff zu veröffentlichen. Er hatte auch ein Klavier, mit dem er Songs machte und populäre Songs neu interpretierte, zum Beispiel Lil Waynes Lollipop. Keith lernte seinen amerikanischen Rapper BlocBoy JB mit vierzehn Jahren kennen, nachdem er nach Raleigh in North Memphis gezogen war. Kurz darauf begannen die beiden gemeinsam Musik zu machen.

## Werdegang
Im Jahr 2015 begann Keith mit Rapper Blac Youngsta an seinem Mixtape Fuck Everybody zu arbeiten, für das er die Single Lil Bitch produzierte. Keith erlangte 2018 Mainstream-Erfolg durch die Produktion von BlocBoy JBs Rover (später remixt zu Rover 2.0 mit 21 Savage), Shoot und Look Alive mit Drake, Drakes Nonstop, Travis Scotts Sicko Mode, Eminem's Not Alike mit Royce da 5'9 und Lil Baby und Gunnas Never Recover mit Drake. Am 17. April 2019 veröffentlichte Beyoncé ihr Album Homecoming: The Live Album, das die Live-Aufnahme ihrer Coachella-Performance ist. Es enthielt auch einen Bonustrack Before I Let Go, produziert von Keith. Am 5. März 2020 veröffentlichte Aitch Rain, eine Single mit AJ Tracey; Das Lied wurde von Keith produziert. Die 2020 gemeinsam mit Big Scarr veröffentlichte Single Soicyboyz 2 wurde 2021 in den USA mit einer Goldenen Schallplatte, die Single Rain mit Aitch und AJ Tracey aus dem Jahr 2020 wurde 2025 im UK mit einer doppelten Platin-Schallplatte ausgezeichnet.

## Persönliches Leben
Am 15. Dezember 2018 erwarb Tay Keith seinen Bachelor-Abschluss in Medienmanagement an der Middle Tennessee State University in Murfreesboro, Tennessee.